# 志筑藩
志筑藩（しづくはん）は、常陸国新治郡志筑（現在の茨城県かすみがうら市中志筑周辺）を居所とした藩。江戸時代初期以来、同地は8000石の大身旗本（交代寄合）・本堂家の領地であったが、大政奉還後の高直しによって藩となった（維新立藩）。
本記事では旗本領時代についても記す。

## 藩史
本堂氏は源頼朝の末裔を自称し、戦国時代後期には出羽国本堂城（秋田県美郷町）を中心に勢力を有した小領主であった。関ヶ原の戦いの際、本堂茂親は出羽国の押さえを務め、小野寺義道と戦って功績を挙げた。
関ヶ原の戦いの後、慶長7年（1602年）に常陸国主佐竹家が出羽国秋田に減転封された。これと入れ替わる形で本堂茂親が常陸国新治郡に8500石の知行地を与えられて移って来た。『寛政重修諸家譜』によれば茂親は志筑に住したとあるが、当初は笠松城（かすみがうら市中佐谷）に拠点を置いたともいう。寛永2年（1625年）に領知朱印状が茂親に与えられている。
正保2年（1645年）、茂親の子・本堂栄親が家督を継承。弟の本堂親澄に500石を分知したため、知行高は8000石となる。志筑陣屋（かすみがうら市中志筑）が築かれたのも正保2年（1645年）とされる。寛文8年（1668年）、本堂玄親のときに初めて知行地に赴く暇が与えられ（参勤交代の開始）、交代寄合となる。
7代本堂親房は板倉勝清（宝暦2年当時若年寄、のち老中）の四男から本堂家の養子となり、宝暦2年（1752年）に養父の死により19歳で家督を継いだ。親房は幕府の大番頭、西の丸（徳川家基付）御側といった役職を務めた。親房が領主であった安永7年（1778年）には、助郷の負担に耐えかねた志筑領25ヵ村の村民が強訴を行い、翌年首謀者として下佐谷村助六が打ち首に処せられる事件が発生している（助六一揆）。
10代親久のとき明治維新を迎え、その直後の石直しで新田2110石分が認められ、都合1万110石で大名に列した。明治4年（1871年）、廃藩置県により志筑県となり、同年中に新治県に再編された。

## 歴代領主
本堂家
8500石→8000石→1万110石
1. 茂親
2. 栄親 - 弟・親澄に500石分与
3. 玄親
4. 伊親
5. 苗親
6. 豊親
7. 親房 - 板倉勝清の子。大番頭となる。
8. 親庸
9. 親道
10. 親久 - 石直しで新田2110石分が認められ、都合1万0110石の諸侯に列す

## 幕末の領地
- 常陸国
  - 新治郡のうち - 20村（うち2村を土浦藩に編入）

明治維新後に新治郡5村（旧幕府領5村、旧旗本領1村）が加わった。なお相給が存在するため、村数の合計は一致しない。

## 備考
- 幕末に活躍した新撰組隊士・のち御陵衛士の伊東甲子太郎・鈴木三樹三郎兄弟は本藩の出身である。